# Dematiopleospora
Dematiopleospora is een geslacht van schimmels behorend tot de familie Phaeosphaeriaceae. De typesoort is Dematiopleospora mariae.

## Soorten
Volgens Index Fungorum telt het geslacht zes soorten (peildatum februari 2022):
| Soortnaam                   | Auteur(s)                                   | Publicatiejaar |
| --------------------------- | ------------------------------------------- | -------------- |
| Dematiopleospora cirsii     | Wanas., Camporesi, E.B.G. Jones & K.D. Hyde | 2015           |
| Dematiopleospora donetzica  | Wanas., Bulgakov, E.B.G. Jones & K.D. Hyde  | 2018           |
| Dematiopleospora fusiformis | S.K. Huang & K.D. Hyde                      | 2017           |
| Dematiopleospora mariae     | Wanas., Camporesi, E.B.G. Jones & K.D. Hyde | 2014           |
| Dematiopleospora rosicola   | Wanas., Camporesi, E.B.G. Jones & K.D. Hyde | 2018           |
| Dematiopleospora salsolae   | Wanas., Gafforov & K.D. Hyde                | 2018           |